# 釜石唐丹インターチェンジ
釜石唐丹インターチェンジ（かまいしとうにインターチェンジ）は、岩手県釜石市にある三陸沿岸道路（吉浜釜石道路）のインターチェンジ (IC) である。事業中の仮称は釜石南インターチェンジであった。
当ICは宮古方面のみ出入り可能なハーフインターチェンジである。

## 歴史
- 2018年（平成30年）7月16日：仮称の「釜石南IC」から正式名称が「釜石唐丹IC」に決まったことが発表された[1]。
- 2019年（平成31年）3月9日：釜石南IC - 釜石両石IC間開通に伴い供用開始[2]。

## 道路

### 本線
- E45 三陸沿岸道路（吉浜釜石道路・39番）

### 接続している道路
- 国道45号

## 料金所
無料区間につき設置されていない。 

## 周辺
- 三陸鉄道リアス線 唐丹駅
- 伊能忠敬測量の碑・星座石

## 隣
E45 三陸沿岸道路（吉浜釜石道路）
(38) 釜石南IC - (39) 釜石唐丹IC -  (40) 釜石JCT
- 当ICから仙台方面は利用できない。